# 마스 밥 마소누이

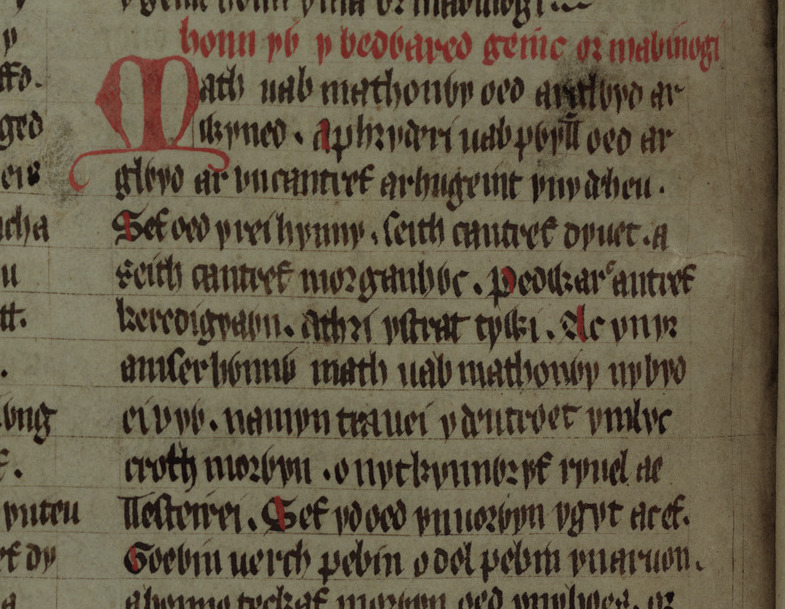

마스 밥 마소누이(웨일스어: Math fab Mathonwy [maːθ vaːb ma'θonwi])는 웨일스 신화의 등장인물로 귀네드의 왕이다. 전쟁터에 나가지 않을 때면 처녀의 무릎에 발을 올려서 기력을 회복해야 하며, 그러지 않으면 죽는다. 마스는 마비노기의 네 가지 중 제4가지인 〈마소누이의 아들 마스〉에 등장한다. "마스"라는 이름은 곰을 의미하는 켈트어 *matu-에서 유래한 것으로 보인다.
마스의 조카 길바이수이는 마스의 발베게 노릇을 하던 처녀 고이윈에게 욕정을 품는다. 이에 길바이수이의 형제인 모사꾼 그위디온이 길바이수이가 고이윈을 취할 수 있는 계책을 마련한다. 그위디온은 삼촌에게 가서 더베드의 왕 프러데리에게서 돼지를 빼앗아 오자고 말한다. 그위디온은 한 무리의 사람들을 이끌고 음유시인으로 위장하여 케레디기온으로 가서 프러데리 왕을 만난다.
그위디온은 능숙한 이야기꾼(cyfarwydd)이라 프러데리 왕을 만족시켰고, 말 몇 마리와 개 몇 마리를 마법으로 만들어낸 뒤 프러데리에게 돼지와 말, 개를 교환하자고 제안한다. 프러데리는 동의하고 그위디온과 그 패거리는 돼지를 끌고 귀네드로 돌아간다. 그러나 그위디온의 속임수가 곧 밝혀지고 프러데리는 귀네드에 전쟁을 선포한다. 이에 마스는 전쟁터로 나가고, 그 사이 길바이수이가 고이윈을 강간한다.
그위디온이 일기토에서 프러데리를 죽임으로써 전쟁은 끝났다. 그런데 귀네드로 돌아온 마스는 고이윈의 무릎에 발을 올려놓아 기력을 보충하려 했으나 고이윈은 이제 처녀가 아니었기 때문에 할 수 없었다. 마스는 고이윈의 명예를 지켜주기 위해 그녀를 자기 아내로 삼고, 조카들을 암수 동물 한 쌍으로 변신시켜 3년 동안 새끼 세 마리를 치는 벌을 내렸다. 길바이수이와 그위디온은 3년 동안 새끼사슴과 새끼돼지와 새끼늑대를 낳았는데, 이 새끼동물들은 마스가 모두 사람으로 만들어서 히둔, 히흐둔, 블레이둔이라고 이름을 붙여 주었다.
마스는 조카들을 사람으로 되돌려준 뒤 다음 발베게를 할 처녀를 물색하라고 했다. 그위디온은 자기 누나인 아르얀로드를 추천했다. 하지만 아르얀로드는 처녀가 아니었고, 처녀성을 시험하기 위해 마스의 마법지팡이 위에 올라간 아르얀로드는 그 자리에서 아들을 낳았다. 수치심에 사로잡힌 아르얀로드는 아이를 버리고 도망갔는데, 황급히 도망가던 그녀에게서 살덩어리 하나가 떨어졌다. 그위디온이 이 살덩어리를 주워다가 상자에 넣었는데, 나중에 상자를 열어 보니 살덩어리가 두번째 아들이 되어 있었다. 아르얀로드의 첫번째 아들이 딜란 아일 돈이고 두번째 아들이 레우 라우 기페스이다.